# Mannsdorf (Gemeinde Straßburg)
Mannsdorf ist eine Ortschaft in der Gemeinde Straßburg im Bezirk St. Veit an der Glan in Kärnten. Die Ortschaft hat 14 Einwohner (Stand 1. Jänner 2024). 

## Lage
Die Ortschaft liegt nördlich des Gemeindehauptorts Straßburg-Stadt, östlich von Hausdorf, auf dem Gebiet der Katastralgemeinde Straßburg Land.
Zur Ortschaft gehört die kleine Häusergruppe Untermannsdorf (Ebner-Hube, Nr. 6, Wulz-Hube, Nr. 7, und Wulz-Auszugshaus, Nr. 7a) knapp 1 ½ km nordwestlich von Schloss Straßburg, die knapp 1 km weiter nordwestlich gelegene kleine Häusergruppe Obermannsdorf (Felfernig, Nr. 2, Felfernig altes Wohnhaus, Nr. 2a, und Pogerst-Hube, Nr. 3) und ein zwischen den beiden Häusergruppen befindliches Haus ohne Vulgonamen (Nr. 5).

## Geschichte
1343 wird der Ort als Mainherschdorf genannt, was als Dorf des Meginheri gedeutet wird. Auch die Bezeichnung Mainhartestorf und Gmainsdorf wurden verwendet.
Seit Gründung der Ortsgemeinden Mitte des 19. Jahrhunderts gehört Mannsdorf zur Gemeinde Straßburg.
Am 10. Juli 2020 eröffnete Bundesministerin Karoline Edtstadler in Mannsdorf den aus EU-Mitteln sanierten Güterweg, durch den der Ort erschlossen wird.

## Bevölkerungsentwicklung
Für die Ortschaft ermittelte man folgende Einwohnerzahlen:
- 1869: 7 Häuser, 83 Einwohner[4]
- 1880: 7 Häuser, 49 Einwohner[5]
- 1890: 5 Häuser, 53 Einwohner[6]
- 1900: 5 Häuser, 52 Einwohner[7]
- 1910: 4 Häuser, 40 Einwohner[8]
- 1923: 4 Häuser, 49 Einwohner[9]
- 1934: 39 Einwohner[10]
- 1951: 4 Häuser, 38 Einwohner[11]
- 1961: 4 Häuser, 28 Einwohner[12]
- 2001: 5 Gebäude (davon 5 mit Hauptwohnsitz) mit 5 Wohnungen; 25 Einwohner und 2 Nebenwohnsitzfälle; 5 Haushalte; 0 Arbeitsstätten, 4 land- und forstwirtschaftliche Betriebe[13]
- 2011: 7 Gebäude, 18 Einwohner, 8 Haushalte, 0 Arbeitsstätten[14]
- 2021: 7 Gebäude, 18 Einwohner, 7 Haushalte, 4 Arbeitsstätten[15]